# Mu Guiying
Mu Guiying var en legendarisk kinesisk hjältinna från Songdynastins tid. 
En krater på Venus har fått sitt namn efter henne.